# Béla Las-Torres
Béla von Las-Torres (eller Béla Vilmos Ákos Las-Torres, født 20. april 1890 i Budapest, død 22. februar 1930 i Herceg Novi, Montenegro) var en ungarsk svømmer, som deltog i to af de første moderne olympiske lege.

## Svømmekarriere
Las-Torres vandt i alt atten ungarske mesterskaber i svømning, og han var tilmeldt i tre discipliner ved OL 1908 i London. Han stillede dog ikke op i 1500 m fri, men i 400 m fri nåede han semifinalen. Han var derudover en del af det ungarske hold i 4x200 m fri, og Ungarn gik automatisk i finalen, da deres to konkurrenter ikke stillede til start. I finalen var Storbritannien stærkest og sejrede i tiden 10.55,6 minutter, mens ungarerne blev toere i 10.59,0 og USA treere i 11.02,8 minutter. Ungarerne havde ført, da de tre første svømmere var færdige, men engelske Henry Taylor kom fra en tredjeplads og sikrede guldet, mens ungareren Zoltán von Halmay, der mest var kendt som sprinter, ikke kunne følge med. De øvrige på de ungarske hold var József Munk og Imre Zachár.
Las-Torres satte verdensrekord i 400 m fri med tiden 5.28,4 minutter kort før OL 1912 i Stockholm, hvor han stillede op i tre discipliner; han kunne dog ikke leve op til sin verdensrekord, og hans bedste resultat blev her en femteplads i 400 m fri.

## Øvrige liv
Las-Torres stammede fra en spansk adelsslægt, som var emigreret til Østrig-Ungarn under den spanske arvefølgekrig i 1700-tallet.
Han kæmpede i det østrigske luftvåben under første verdenskrig. Han gjorde sig fortjent til hæderen Sigum Laudis for sin indsats. Men i oktober 1915 blev han ramt af akut blindtarmsbetændelse, som han ikke kom sig fra, og han døde nogle dage senere.